# Verónica Camino Farjat
Verónica Noemí Camino Farjat (Tizimín, Yucatán; 19 de noviembre de 1983) es una abogada y política mexicana, miembro del partido Morena. Ha desempeñado varios cargos públicos como servidora pública. Fue diputada local por el distrito III del Congreso de Yucatán entre 2015 y 2018. Desde el 1 de septiembre de 2018 es senadora al Congreso de la Unión por el estado de Yucatán, desempeñándose desde aquel año como secretaria de la mesa directiva del Senado de la República

## Estudios y formación
Verónica Camino Farjat realizó sus estudios básicos en su ciudad natal de Tizimín; es licenciada en Derecho egresada de la Universidad Marista de Mérida y maestra en Administración Pública por la Universidad Anáhuac Mayab, misma institución por la que cuenta con estudios de doctorando en Gestión Estratégica y Políticas de Desarrollo.
El primer cargo público que desempeñó fue el de agente del Instituto Nacional de Migración de 2004 a 2005, de ese año a 2007 se desempeñó en empresas privadas y a partir del último año ingresó al Centro Estatal de Desarrollo Municipal de Yucatán, donde de 2007 a 2008 fue coordinadora del departamento de Capacitación, y de 2008 a 2012 jefa del mismo departamento. De 2012 a 2014 fue directora de división de carrera de la Universidad Tecnológica del Centro en Izamal.

## Trayectoria política

### Gobierno estatal (2013-2015)
Ingreso formalmente al servicio público en 2013 ocupando los cargos de secretaria ejecutiva de la Comisión Interinstitucional para la Prevención del Delito y directora general del Centro Estatal de Prevención Social del Delito y Participación Ciudadana de Yucatán entre 2013 y 2015 en la administración estatal encabezada por el gobernador priista Rolando Zapata Bello.

### Diputada local (2015-2018)
En 2015 fue postulada candidata del PRI y electa diputada a la LXI Legislatura del Congreso del Estado de Yucatán en representación del Distrito electoral 3 de Mérida, en dicha legislatura llegó a ocupar la presidencia de la Mesa Directiva. En 2018 dejó el cargo de diputada local para ser candidata a Senadora en segunda fórmula por la coalición Todos por México, por parte del Partido Revolucionario Institucional siendo candidato en primera fórmula Jorge Carlos Ramírez Marín. Resultaron ganadores y en consecuencia fueron elegidos senadores para las legislaturas LXIV y LXV de 2018 a 2024.

### Senadora por Yucatán (2018-2024)
Al asumir el cargo de senadora el 1 de septiembre de 2018. Verónica Camino se integró en la bancada del Partido Verde Ecologista de México en el senado puesto que la coalición PRI-PVEM-PANAL así lo ameritaba, posteriormente ocupó la presidencia de las comisiones de Asuntos Indígenas; de Cultura; de Economía; y de Seguridad Pública; así como secretaria de la Mesa Directiva. El 15 de febrero de 2021, Camino Farjat hizo pública su decisión de renunciar a la bancada del Partido Verde  en el senado, para posteriormente integrarse a las filas de Morena. El 8 de abril de 2021, Camino pidió licencia indefinida como senadora de la república, para poder ser candidata de Morena a la presidencia municipal de Mérida.
En 2023, Camino se registró como precandidata única para su reelección como senadora por el Movimiento Regeneración Nacional;Y en 2024 se definió que sería candidata en primera fórmula al Senado de la república junto con Jorge Carlos Ramirez Marín, quien también buscaría la reelección; ambos por la coalición Sigamos Haciendo Historia.

### Senadora por Yucatán (2024-2030)
En las elecciones generales del 2 de junio de 2024, Camino Farjat fue reelecta para un segundo mandato como senadora de la república, al obtener la fórmula que encabezaba el 51.70% de los votos, doce puntos encima del binomio liderado por la candidatura del exgobernador Rolando Zapata Bello que logró el 39.77%; obteniendo nuevamente su escaño por el principio de la mayoría relativa junto con el senador Jorge Carlos Ramírez Marín. 

### Candidata a la alcaldía de Mérida (2021)
El 31 de marzo de 2021, Camino se registró oficialmente ante el Instituto Electoral y de Participación Ciudadana, como candidata del Morena a presidenta municipal de Mérida. 
El 8 de junio el IEPAC ya contabilizado el 99.89% del escrutinio, Camino Farjat obtuvo el tercer lugar con el 22.34% del sufragio electoral para las elecciones que se celebraron el 6 de junio de 2021, detrás de Jorge Carlos Ramírez Marín, del Partido Revolucionario Institucional que obtuvo el 24.30% y de Renán Barrera Concha del Partido Acción Nacional,  que resultó reelecto por tercera vez con el 44.65% del voto.